# Scalidognathus montanus
Scalidognathus montanus is een spinnensoort uit de familie van de valdeurspinnen (Idiopidae).
De wetenschappelijke naam van de soort werd in 1900 als Nemesiellus montanus gepubliceerd door Reginald Innes Pocock.